# 不充分的謬誤
不充分的謬誤是指論證的前提雖與結論相干，但前提不能充分支持結論的現象。
前提不能充分支持結論是指即使所有前提都為真，也不能確保結論為真。

## 不充分謬誤的種類
- 形式謬誤：形式謬誤是推理結構上的錯誤，會導致即使前提都為真，也不能確保結論為真，因此亦可歸類為不充分的謬誤。
  - 肯定後件
  - 否定前件
  - 肯定選言
  - 否定連言
  - 換位不換質
  - 換質不換位
  - 非法換質換位
  - 非法換位
  - 無端對比
  - 量化詞移位
  - 大詞不當
  - 小詞不當
  - 中詞不周延
  - 否定前提推得肯定結論
  - 肯定前提推得否定結論
  - 排它前提
  - 爛理由謬誤
- 非形式謬誤
  - 以偏概全
  - 與此故因此
  - 後此故因此
  - 倒果為因
  - 單因謬誤
  - 複合結果
  - 無足輕重
  - 迴歸謬誤
  - 德州神槍手謬誤
  - 滑坡謬誤
  - 基本比率謬誤
  - 合取謬誤
  - 賭徒謬誤
  - 逆賭徒謬誤
  - 熱手謬誤
  - 多重比較謬誤
  - 合成謬誤
  - 分割謬誤
  - 偶例謬誤
  - 逆偶例謬誤
  - 偏差樣本

## 外部連結
- （英文）Fallacies | Writing About Texts（页面存档备份，存于）